# Agrarismus

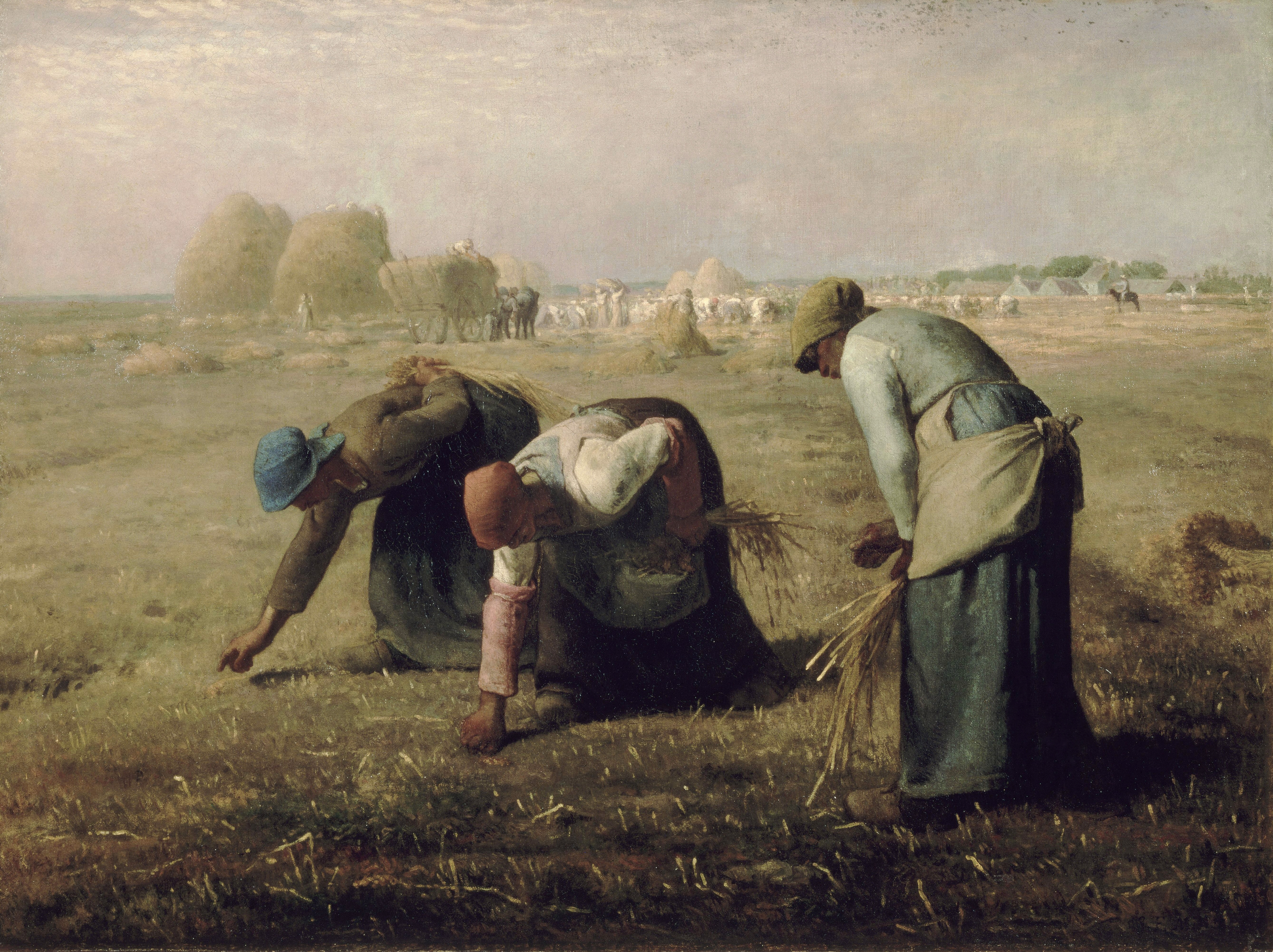
Rolníci při práci

Agrarismus (ze slova ager = pole) je politicko-hospodářským myšlenkovým konceptem, kdy je jako základní kámen hospodaření a společnosti považováno zemědělství a vše související s půdou. Rolníci jsou v tomto myšlenkovém proudu hierarchicky výše než obyvatelé měst. Zemědělství je považováno za základ všeho.

## Filozofie agrarismu
M. Thomas Inge definuje agrarismus následujícími tvrzeními:
- Zemědělství je starání se o půdu s naprostou nezávislostí a soběstačností.
- Městský život, kapitalismus a technologie ničí tuto nezávislost a hodnost/vážnost a podporují nedostatek a slabost.
- Rolnická komunita se svým spolkem práce a spolupráce je modelovou společností.
- Zemědělci mají solidní a stabilní pozici ve světovém řádu. Mají významnou historickou, náboženskou identitu a také pocit toho, že patří do konkrétní rodiny, místa a regionu, které jsou psychicky a kulturně přínosné. Harmonii jejich životů omezuje zásah fragmentované, odcizené moderní společnosti.
- Obhospodařování půdy má pozitivní duchovní dopad a z něho pěstitelé nabývají přednosti čest, statečnost, sebedůvěra, odvaha, morální integrita a pohostinství. Čerpají z přímého kontaktu s přírodou a bližším vztahem k Bohu. Zemědělec je požehnán tím způsobem, že následuje příklad Boha ve vytváření řádu v chaosu.

## Historie
Filozofické kořeny agrarismu zasahují do evropské a čínské filozofie. Čínská škola agrarismu (农家/農家) byla filozofií, která obhajovala rolnický utopický komunalismus a rovnostářství. Ve společnostech ovlivněných Konfuciem byl farmář považován jako vážený produktivní člen společnosti, ale obchodníci, kteří vydělávali peníze, byli nahlížení zdola. To ovlivnilo evropské intelektuály jako Françoise Quesnayho, zaníceného konfucianistu a obhájce čínské agrární politiky, který následně ovlivnil francouzskou agrární filozofii fyziokracie. Fyziokraté spolu s Johnem Lockem a romantismem formovali základy moderního evropského a amerického agrarismu. Thomas Jefferson, americký prezident v letech 1801–1809, byl reprezentativním agraristou, který vystavěl svou, tzv. Jeffersonskou demokracii na základě přesvědčení, že farmáři jsou nejcennější občané a nejopravdovější republikáni.

### Agrarismus v českých zemích
Agrarismus jako ucelený koncept zaujal své místo v českých zemích v reakci na agrární krizi v letech 1880–1890. Nutností bylo v tu dobu vést jednotný agrární postup i s rakouskými zemědělci v rámci Předlitavska. Proto se také rolníci scházeli a organizovali. Hlavním představitelem rolnického hnutí, které vzniklo v roce 1890 ve Vídni, byl Alfons F. Šťastný z Padařova. Následně pak v roce 1896 vzniklo Sdružení českých zemědělců. Rok 1899 pak dal vzniku samostatné agrární straně, předsedou byl Stanislav Kubr. Po volbách v roce 1907 zastupovalo agrární stranu 28 poslanců z české 108členné delegace.

## Agrární strany
Rolnické strany se poprvé objevily ve východní Evropě mezi lety 1860 až 1910, kdy zkomercializované zemědělství a světové tržní síly rozložily tradiční venkovskou společnost a železnice a rostoucí gramotnost usnadnily práci zřizovatelům, kteří nejsou pouze na jednom místě. Agrární strany hájily pozemkové reformy vedoucí k přerozdělení půdy velkostatků mezi lidi, kteří ji obdělávali. Jejich dalším cílem bylo zřízení vesnických družstev (kooperativ) pro udržení zisků z prodeje plodin mezi rolníky a dále zřízení záložen, poskytujících rolníkům úvěry na nutné inovace (nářadí, stroje atd.). Mnoho rolnických stran bylo současně stranami nacionalistickými, protože rolníci často pracovali pro velkostatkáře jiných národností.
Rolnické strany měly v období před první světovou válkou jen zřídkakdy moc, ale v meziválečném období některé z nich získaly velký vliv, zvláště v Bulharsku a Československu. Ve 20. letech 20. století vznikla také tzv. Zelená internacionála (Mezinárodní agrární byro), založená agrárními stranami Bulharska, Československa, Polska a Srbska (součást Království SHS). Mezinárodní agrární byro primárně pracovalo jako informační centrum šířící ideály agrarismu a zápasilo se socialismem na levé straně politického spektra a s velkostatkáři na pravé straně politického spektra a nikdy nezahájilo žádné specifické aktivity.

### Tunisko
Tuniská strana Hlas zemědělců získala v parlamentních volbách roku 2014 jednoho zástupce z celkového počtu 217 poslanců.

### Evropa

#### Bulharsko
V Bulharsku roku 1899 vznikla strana Bulharská agrární lidová unie, která vzdorovala daním a stavěla družstva. Bulharská agrární lidová unie se roku 1919 dostala k moci a zavedla mnoho ekonomických a sociálních reforem. Konzervativní síly stranu rozkládaly a roku 1923 došlo ke státnímu převratu a Aleksandar Stambolijski, předseda strany, byl zavražděn. Strana byla přetvořena v loutkovou stranu komunistické strany, a to až do roku 1989, kdy se reorganizovala a stala se opět nezávislou stranou.

#### Československo
Republikánská strana zemědělského a malorolnického lidu (strana a členové rovněž označováni jako Agrárníci) často sdílela moc v parlamentu jako člen koalice pěti stran (tzv. Pětka). Předseda strany Antonín Švehla byl dvakrát předsedou vlády. Strana byla jednou z nejsilnějších stran a formovala a ovládala koalice. Z původního agrárního zaměření se přeměnila na stranu s voliči ze střední třídy. Po druhé světové válce byla strana zakázána.

#### Francie
Lov, rybolov, příroda a tradice je francouzská strana umírněného konzervativismu a agrarismu, jejímž největším volebním úspěchem bylo 4,23 % ve francouzských prezidentských volbách roku 2002.

#### Irsko
V pozdním 19. století Irská národní zemědělská liga usilovala o zrušení lén v Irsku a o to, aby farmáři, již si půdu dříve jen pronajímali, sami vlastnili pozemky, na kterých pracovali. Lénní válka z let 1878–1909 vedla k irským lénním smlouvám, které skoncovaly s pronájmem půdy a rozdělovaly ji mezi venkovské farmáře.
Po irské nezávislosti spravovala od roku 1922 Irský svobodný stát Zemědělská strana, ze které se v roce 1932 vyvinula Národní ústřední strana. Ta byla převážně podporována bohatými statkáři na východě Irska.
Clann na Talmhan (Rodina půdy, také nazývána Národní agrární strana) byla založena v roce 1938. Soustředila se více na chudé rolníky na západě. Podporovala rekultivaci půdy, zalesňování, sociální demokracii a reformu daní. Tvořila součást 13. a 15. vládní koalice v Dáil Éireann. Ekonomický růst v 60. letech 20. století zapříčinil, že zemědělci začali volit pro jiné strany a Clann na Talmhan byl v roce 1965 rozpuštěn.  

#### Lotyšsko
V Lotyšsku Unie zelených a farmářů podporuje malé farmy a vnímá je jako ekologičtější alternativu k velkochovům a pěstírnám. Příroda je ohrožována lidským pokrokem, zatímco malé farmy jsou ohrožovány právě velkochovy.

#### Litva
V Litvě v roce 2017 vládu vede Litevská unie farmářů a zelených, v jejímž čele stojí Ramūnas Karbauskis.

#### Nizozemsko
V Nizozemsku bylo v roce 2019 založeno protestní Hnutí zemědělců a občanů, jako reakce na masivní protesty místních farmářů snažících se zvrátit environmentální politiku vlády premiéra Marka Rutteho. V provinčních volbách v roce 2023 strana zaznamenala výrazné vítězství, což jí následně zajistilo také největší počet křesel v Senátu, horní komoře parlamentu.

#### Polsko
V Polsku Polská lidová strana pokračuje v tradici agrární strany v Rakousko-Uherské Haliči. Po pádu komunistického režimu byly největším úspěchem strany volby v roce 1993, kde získala 132 z 460 parlamentních křesel. Od té doby podpora Polské lidové strany postupně upadá.

#### Rumunsko
V Rumunsku se původní strany z Transylvánie, Moldávie a Valašska (Rumunsko) v roce 1926 spojily do Národní rolnické strany. Iuliu Maniu (1873–1953) byl premiérem agrární vlády mezi lety 1928–1930 a také 1932–1933. Kvůli dopadům Velké hospodářské krize byly však jeho reformy neuskutečnitelné. V době komunistického režimu byla strana v roce 1947 rozpuštěna. Znovu byla obnovena až v roce 1989. Znovuobnovená strana přijala za své i zásady křesťanské demokracie a mezi lety 1996–2000 vládla jako součást Rumunské demokratické konvence.

#### Srbsko
Srbské politice po roce 1903 dominoval Nikola Pašić (1845–1926) a jeho Lidová radikální strana. Strana také vznikla v Jugoslávii mezi lety 1918–1929. Premiérem v období diktatury z 30. let 20. století byl člen právě Lidové radikální strany.

#### Ukrajina
Na Ukrajině Radikální strana Oleha Ljaška slibovala „pročištění“ země od oligarchů „za pomocí vidlí“. Strana prosazovala několik tradičně levicových postojů (snížení daně z příjmu, zákaz prodeje zemědělské půdy a zbavení se ilegálního trhu s půdou, desetinásobný vzrůst výdajů na zdraví, založení zdravotních center v každé vesnici) a propojovala je se silně nacionalistickým přístupem.

### Oceánie

#### Austrálie
Historik F.K. Crowley říká, že:
"Australští farmáři a jejich mluvčí vždy považovali život na venkově za více počestný, zdravější, důležitější a produktivnější než život ve městech ... Farmáři si stěžovali na volební systém podporující poslance, kteří investovali peníze do zkrášlování zevnějšku měst namísto do rozvoje zemědělství.
Národní strana Austrálie (dříve nazývána Strana státu) od 20. do 70. let 20. století uváděla v platnost svou vlastní verzi agrarismu, kterou nazývala "countrymindedness". Cílem této verze agrarismu bylo uzákonění dotací pro malé farmáře a pro provozovatele velkých ovčích rančů. Dále si kladla za cíl posílit jejich postavení ve společnosti.

#### Nový Zéland
Novozélandská liberální strana agresivně propagovala agrarismus v období jejího rozkvětu (v letech 1891–1912). V té době bylo toto území pod správou britské šlechty a aristokracie. A protože Nový Zéland nikdy neměl vlastní aristokracii, do roku 1891 byla politika ve značné míře řízena bohatými velkostatkáři. Liberální strana se snažila velký vliv velkostatkářů snížit a propagovala politiku nazývanou "populismus". Richard Seddon při zasedání parlamentu v roce 1884 řekl: „Jsou zde bohatí majitelé půdy proti středním a pracujícím třídám. A to, pane, ukazuje skutečné politické postavení Nového Zélandu." Liberální strategie měla za cíl vytvořit velkou třídu malých zemědělců, kteří by podporovali liberální ideály.Novozélandská liberální vláda také založila základ pozdějšího sociálního státu, zavedla starobní důchody a vytvořila systém pro řešení průmyslových sporů, který byl přijat jak zaměstnavateli, tak odborovými organizacemi. Zasloužila se o to, že od roku 1893 měly hlasovací práva také ženy, čímž se stal Nový Zéland první zemí světa, kde bylo toto právo povoleno.
Aby farmáři mohli získat půdu, skupovala liberální vláda od roku 1891 do roku 1911 pozemky. Koupila například 1 300 000 ha maorských pozemků a 530 000 ha půdy od velkých držitelů půd (velkostatkářů), aby tak došlo k spravedlivému rozdělení půdy mezi malé zemědělce. Zákon o zálohách vůči osadníkům (z roku 1894) poskytoval hypotéky s nízkým úrokem a ministerstvo zemědělství se snažilo rozvíjet vědomosti o efektivním hospodářství. Liberálové měli při vytváření rovnostářství a antimonopolní pozemkové politiky úspěch. Novozélandská politika začala do liberální strany postupně vkládat důvěru. Strana začala získávat sympatie nejdříve na Severním ostrově a poté i na Jižním. V roce 1903 byli liberálové tak dominantní, že proti nim v parlamentu nebyla opozice.

## Seznam agrárních stran

### České a československé agrární strany
- Republikánská strana zemědělského a malorolnického lidu
- Strana moravského venkova
- Zemědělská strana
- Strana venkova - spojené občanské síly
- Slovenská národní a rolnická strana
- Agrární demokratická strana

### Zahraniční agrární strany
- Agrární strana Běloruska
- Agrární strana Kazachstánu
- Agrární strana Ruska
- Německý svaz zemědělců